# Gavriïl Derjavin
Gavriïl Derjavin   (Suqır, 3 de juliol de 1743 (Julià) - Zvanka manor, 8 de juliol de 1816 (Julià)), nom complet amb patronímic Gavriïl (o Gavrila) Romànovitx Derjavin (rus: Гаврии́л (Гаври́ла) Рома́нович Держа́вин, fou un dels més grans poetes russos abans d'Aleksandr Puixkin
, així com un estadista. Encara que els seus treballs es consideren tradicionalment classicisme literari, el seu millor vers és ric en antítesis i sons conflictius, en una mena de reminiscència de John Donne i altres poetes metafísics.

## Biografia

### Primers anys i família
Derzhavin va néixer a la governació de Kazan en el si d'una família terratinent de la noblesa russa empobrida. La seva família descendia d'un noble tàrtar del segle xv anomenat Mirzà Bagrim, que es va convertir al cristianisme i es va convertir en vassall del Gran Príncep Basili II de Moscou. Bagrim va ser recompensat amb terres pel seu servei al príncep, i d'ell van baixar les famílies nobles de Narbekov, Akinfov i Keglev (o Teglev).
Un membre de la família Narbekov, que va rebre el sobrenom de Derzhava (en rus per Globus imperial o poder), va ser el patriarca de la família Derzhavin. Els Derzhavin van tenir propietats rendibles al llarg del riu Myosha, a uns 40 km  de la capital de Kazan, però amb el temps es van dividir, vendre o hipotecar. Quan el pare de Gavrila Derzhavin, Roman Nikolaievitx Derzhavin, va néixer l'any 1706, només va heretar unes poques parcel·les de terra, ocupades per pocs camperols. Roman es va unir a l'exèrcit i el 1742, als 36 anys, es va casar amb uns parents llunyans vídua, Fiokla Andreyevna Gorina (de soltera Kozlova). Era d'una procedència similar i també posseïa unes poques finques disperses. Les finques eren origen de constants plets, baralles i baralles amb els veïns, que de vegades es van traduir en violència.
No obstant això, durant els segle xviii, el pare de Derjavin era amb prou feines un terratinent d'una zona pobre quan va morir, essent encara jove Gavrila.
Derzhavin va néixer gairebé nou mesos després de casar-se els seus pares, però la ubicació del seu naixement segueix sent un punt de disputa. Derzhavin es considerava originari de Kazan, que es proclama orgullós com la ciutat del seu naixement, però possiblement va néixer a una de les finques de la seva família a Sokuri o Karmachi, al comtat de Laixevski. El districte de Laixevski és conegut informalment com el districte de Derzhavinski per la seva associació amb Derzhavin. Va rebre el nom de Gavriil (en rus per Gabriel), ja que el seu naixement va tenir lloc 10 dies abans de la Sinaxi de l'arcàngel Gabriel, celebrada el 13 de juliol a l'ortodòxia eslava. Era un nen malaltís, i els seus pares seguien la pràctica tradicional de l'època (perepekaniye rebyonka)—una antiga cerimònia en què els nadons malalts o prematurs es col·loquen sobre una pala de forner i es posen tres vegades al forn i al forn.
El pare de Derzhavin va ser traslladat a Iaransk i després a Stàvropol. Van néixer dos nens més, un nen i una nena, encara que aquest últim va morir jove.

### Educació
Com a membres de la noblesa, encara que menors, els Derzhavin havien d'educar els seus fills, però les opcions eren limitades donada la seva pobresa i les poques institucions educatives a Rússia en aquell moment. S'esperava que els homes de la noblesa accedeixin a funcions governamentals com a funcionaris o oficials militars als 20 anys. La noblesa que no va poder enviar els seus fills a una de les tres institucions educatives va rebre una exempció per educar els seus fills a casa, però els nens van fer exàmens als 7, 12 i 16 anys per inspeccionar el seu progrés. Conegut com Ganiushka, l'educació de Gavrila va començar als 3 anys quan els eclesiàstics locals li van ensenyar a llegir i escriure (ja que la seva mare era essencialment analfabeta). Quan tenia 8 anys, la família va ser enviada a Orenburg, prop de l'actual Kazakhstan. L'Imperi Rus, desitjós d'estendre el seu abast, va enviar condemnats a Orenburg per construir la ciutat. Un alemany anomenat Joseph Rose va obrir una escola mixta per instruir els nens de la noblesa. Rose, a més de ser un criminal, no tenia cap educació formal i només era capaç d'ensenyar als nens l'idioma alemany, que era aleshores l'idioma més desitjable entre la classe il·lustrada a Rússia.
Quan Gavrila tenia 10 anys, els Derzhavin es van traslladar a les seves finques a Kazan després de dos anys a Orenburg. A la tardor de 1753, va fer el seu primer viatge a Moscou. Roman Derzhavin, que patia de tuberculosi, va haver de sol·licitar formalment la jubilació a Moscou, i després va planejar continuar a Sant Petersburg per registrar el seu fill per a un futur allistat segons fos necessari. Tanmateix, es va quedar a Moscou fins a principis de gener; quan va rebre l'alta, no tenia diners per continuar el viatge cap a Sant Petersburg. Es van veure obligats a tornar a Kazan, on el seu pare va morir més tard aquell any. El seu pare era propietari de la meitat de la terra a Sokuri, que Gavrila va heretar juntament amb altres finques a Laishevski. No obstant això, aportaven molt pocs ingressos i els veïns continuaven invadint les seves terres, inundant les seves finques o simplement apoderant-se de terres. La seva mare, una vídua sense diners i sense parents poderosos, no va poder obtenir cap reparació als jutjats i va ser rebutjada pels jutges. Derzhavin va escriure més tard que el patiment de la seva mare per la injustícia va romandre eternament gravat al seu cor. No obstant això, la seva mare va poder contractar dos tutors per ensenyar als seus fills geometria i aritmètica.
El 1758, es va obrir una nova escola a Kazan, estalviant a la seva mare la dificultat d'enviar-lo a Sant Petersburg. L'escola de gramàtica oferia ensenyament en llatí, francès, alemany i aritmètica, així com dansa, esgrima i música. La qualitat de l'ensenyament encara era pobre en general, sense llibres de text. L'escola també va oferir oportunitats als estudiants de representar tragèdies de Molière i Aleksandr Sumarókov. Derzhavin finalment va excel·lir en geometria i se li va informar que s'uniria al cos d'enginyers de Sant Petersburg. No obstant això, un error burocràtic el va portar a ser nomenat soldat del regiment Preobrazhenski, els guardaespatlles de la família reial.

### Carrera
A Sant Petersburg,  ascendí des de soldat ras fins als càrrecs més alts, sota el regnat de Caterina la Gran. Primer impressionà els seus comandants durant la Revolta de Pugatxov. Políticament astut, la seva carrera avançà quan canvià el servei militar pel servei civil. Aconseguí el càrrec de governador d'Olonets (1784) i Tambov (1785), i després fou secretari personal de l'Emperadriu (1791), President del Col·legi de Comerç (1794), i finalment Ministre de Justícia (1802).
El 1800, Derzhavin va escriure l'obra política Opinió en resposta a una petició de l'emperador Pau I d'investigar les recents fams a la governació de Moguilev. A l'Opinió, Derjavin culpava de les fams bielorusses als oficis mercenaris dels jueus, que explotaven els camperols mitjançant l'arrendament de finques i la destil·lació d'alcohol, així com la indiferència dels magnats locals que van permetre que es produís aquesta explotació. En resposta a aquestes qüestions, Derzhavin va proposar una sèrie de reformes per restringir substancialment les llibertats dels magnats, abolir el Qahal jueu, acabar amb l'autonomia de la comunitat jueva russa i reassentar els jueus russos en colònies al llarg del Mar Negre. L'Opinió es va convertir en una font d'informació influent durant el primer regnat d’Alexandre I, que finalment va implementar diverses de les reformes suggerides per Derjavin a l'Estatut de 1804 sobre l'organització dels jueus.
Va ser destituït del seu càrrec i passà bona part de la resta de la seva vida a la seva propietat de Zvanka, prop de Nóvgorod, escrivint idil·lis i versos anacreòntics. A la  seva casa de Sant Petersburg, celebrava reunions mensuals del conservador gurp Amants de la paraula russa. Morí el 1816 i fou enterrat al Monestir de Khutin, prop de Zvanka, i després fou reenterrat pels soviètics al Kremlin de Nóvgorod, i posteriorment se'l tornà a reenterrar a Khutin.

## Obres
Derjavin és recordat millor per les seves odes, dedicades a l'Emperadriu i a altres cortesans. Parava poca atenció al sistema que prevalia de gèneres, i moltes vegades omplia una oda de contingut elegiac, humorístic, o satíric. En la seva gran oda a l'Emperadriu, per exemple, esmenta buscar puces als pèls de la seva muller i compara la seva pròpia poesia amb llimonada.
A diferència d'altres poetes classicistes, Derjavin trobava delit en detalls prudentment escollits, com ara un color de paper d'empaperar al seu dormitori o un inventari poètic del seu àpat diari. Creia que el francès era una llengua d'harmonia però que el rus era una llengua de conflicte. Encara que li agradaven les al·literacions harmonioses, de vegades deliberadament construïa el seu vers amb efecte cacofònic.
Les odes essencials de Derjavin van ser les impecables "Sobre la Mort del Príncep Mesxerski" Arxivat 2007-10-18 a Wayback Machine. (1779); la juganera "Oda a Felitsa" (1782); l'"Oda a Déu" (1785), que va ser traduïda a moltes llengües europees; "Cascada" (1794), amb ocasió de la mort de l'ocasionada per la mort del Príncep Potiomkin; i "Pinsà" Arxivat 2007-10-18 a Wayback Machine. (1800), una elegia commovedora sobre la mort del seu amic Suvórov. També proporcionà la lírica pel primer himne nacional rus, Que ressoni el tro de la victòria!

## Influència
Segons D.S. Mirsky, "La poesia de Derjavin és un univers de riquesa sorprenent; el seu únic handicap fou que el gran poeta no va ser de cap utilitat, ni com a mestre ni com a exemple. No va fer res per augmentar el nivell de gust literari o millorar la llengua literària, i pel que fa als seus vols poètics, era òbviament impossible seguir-lo a aquelles vertiginoses esferes." No obstant això, Nikolai Nekràsov afirmava seguir Derjavin més que Puixkin, i la línia de Derjavin de ritmes trencats va ser continuada per Marina Tsvetàieva al segle xx.

## Línies memorables
- rus: Где стол был яств, там гроб стоит; (català:Quan a la taula hi havia plats, ara hi trobem un taüt)[13]
- rus: Львиного сердца, крыльев орлиных нет теперь с нами. Что воевать? (català:Cor de Lleó, ales d'àguila, ja no està amb nosalres, com lluitar ?)[14]

## Línies trobades a la taula de Derjavin després de la seva mort

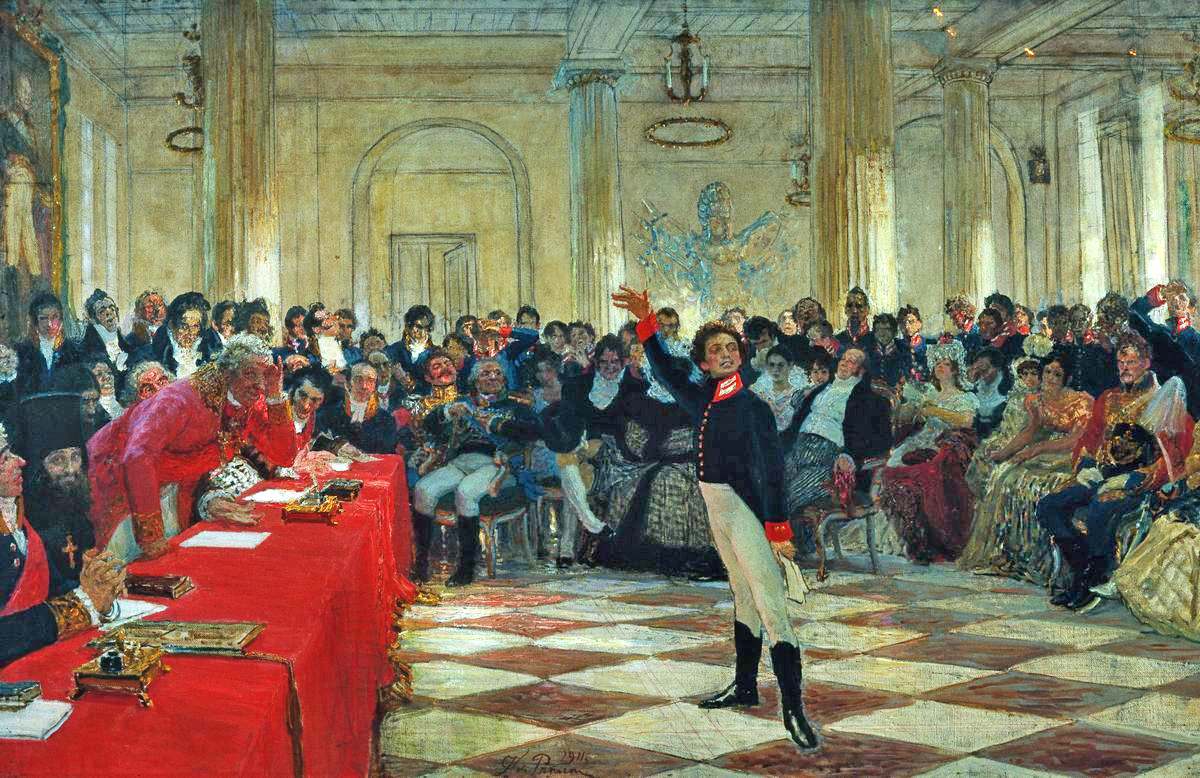
Aleksandr Puixkin, amb 16 anys, recitant el seu poema davant del vell Derjavin al Liceu de Tsàrskoie Seló (pintura del 1911 per Ilià Repin).

En morir Derjavin, es van trobar aquests versos al damunt del seu escriptori:
Река времен в своем стремленьи
Уносит все дела людей
И топит в пропасти забвенья
Народы, царства и царей.
А если что и остается
Чрез звуки лиры и трубы,
То вечности жерлом пожрется
И общей не уйдет судьбы!
Traducció al català:
El corrent del riu del Temps
Porta tots els assumptes dels homes
I s'enfonsen en l'abisme de l'oblit
Nacions, regnes i reis.
I si alguna cosa roman
A través de la lira i el corn
Serà devorat per l'eternitat
i no evitarà la pira comuna!
<manquen línies>
Cal adonar-se del fet que, en rus, la primera lletra de cada vers, llegida en vertical amb la del vers següent, forma una frase: РУИНА ЧТИ, o sugui Ruïnes (РУИНА) i honor (ЧТИ). Així doncs, es tracta d'una Oda a les ruïnes, un títol que escau perfectament amb el contingut del poema.

## Traduccions al català
Diversos autors; Elena Vidal (presentació) / Miquel Desclot (traducció). Poesia russa. Antologia (Rústica). Primera Edició.  Edicions 62, 1983 (Les Millors Obres de la Literatura Universal núm. 28). ISBN 8429720774.